# Emperadriu Ma (Ming)
Emperadriu Ma (馬皇后, nom personal desconegut) (40-16 d'agost del 79 EC), formalment Emperadriu Mingde (明德皇后, literalment, "la comprensiva i virtuosa emperadriu"), va ser una emperadriu durant la Dinastia Han des de l'any 60 fins a la seva mort. El seu marit era l'Emperador Ming.

## Rerefons familiar i casament amb el Príncep Hereu Zhuang
En el 40 EC, la finalment Emperadriu Ma was va nàixer de Ma Yuan un General de l'Emperador Guangwu's General, conegut per les seves expedicions contra les revoltes vietnamites i les seves exhortacions sobre la vida personal, i de la seva esposa la Dama Lin (藺夫人). Ma era un marquès, i la Dama Ma va nàixer doncs en la comoditat i la riquesa, com a membre d'una família noble.